# Géza Röhrig
Géza Röhrig (ur. 11 maja 1967 w Budapeszcie) – węgierski aktor, pisarz, poeta i śpiewak.

## Życiorys
W latach 80. XX wieku był muzykiem undergroundowym, założycielem i frontmanem zakazanego punkowego zespołu Huckleberry. Następnie studiował na wydziale reżyserskim budapeszteńskiego Uniwersytetu Filmowego i Teatralnego (Színház- és Filmművészeti Egyetem)  w klasie Istvána Szabó. Wydał wiele tomików poezji w języku węgierskim.
W 2000 przeprowadził się do Nowego Jorku, gdzie w Jewish Theological Seminary zdobył dyplom nauczyciela Biblii.
Zagrał główną rolę w filmie fabularnym Syn Szawła w reżyserii László Nemesa, który otrzymał Grand Prix festiwalu w Cannes w 2015 i Oscara dla najlepszego filmu nieanglojęzycznego.

## Tomiki poezji
- Hamvasztókönyv (Múlt és Jövő, 1995)
- Fogság (Széphalom, 1997)
- A Rebbe tollatépett papagája - képzelt haszid történetek (Múlt és Jövő, 1999), polskie wydanie: Oskubana papuga Rebego. Zmyślone opowieści chasydzkie, przeł. K. Piotrowiak-Junkiert, Wydawnictwo Austeria, Kraków 2016
- Aschenbuch (Fiebig, 1999)
- Éj (Széphalom, 1999)
- Sziget (Széphalom, 2000)
- Titok (Múlt és Jövő, 2006)
- Törvény (Múlt és Jövő, 2006)
- Honvágy (Múlt és Jövő, 2010)

## Filmy
- Eszmélet (1989) aktor
- Armelle (1990) aktor
- Syn Szawła (2015) aktor
- W proch się obrócisz (2019) aktor